# Ryan Pepiot
Ryan Michael Pepiot (Indianápolis, Indiana, 21 de agosto de 1997), más conocido como Ryan Pepiot, es un jugador profesional estadounidense de béisbol que se desempeña en la posición de lanzador en Tampa Bay Rays, equipo de las Grandes Ligas de Béisbol (MLB).

## Carrera
Pepiot hizo su debut en la MLB con el equipo Los Angeles Dodgers, en el cual jugó dos temporadas (2022-2023), después pasó a Tampa Bay Rays, donde lleva jugando una temporada.